# 'Ndrina Vadalà
I Vadalà sono una 'ndrina di Bova Marina (in provincia di Reggio Calabria) con presunti interessi anche in Slovacchia.
Sarebbero attivi nel traffico internazionale di droga e avrebbero contatti diretti con un cartello colombiano, nonché praticano l'estorsione.

## Storia

### Anni '90
Il 20 luglio 1997 viene ucciso Placido Scriva, figlio di Turi Scriva.

### Anni 2000
Nel 2001 Antonio Vadalà viene intercettato con il capo-'ndrina Francesco Zindato dei Libri-Zindato, per discutere dove far risiedere un suo latitante e trafficante di droga, Domenico Ventura, optando per una casa a Bova Marina.

### Anni 2010
- L'11 gennaio 2012 viene portata a termine dai carabinieri l'operazione bellu lavuru 2, prosecuzione dell'indagine bellu lavuru 1 del 2008. Vengono arrestati diversi affiliati e concorrenti esterni del clan Morabito-Palamara-Bruzzaniti, dei clan Talia e Vadalà di Bova e dei Rodà e Maisano; secondo le indagini i clan avrebbero fortemente condizionato gli appalti pubblici relativi alla Strada statale 106 Jonica e la variante stradale di Palizzi: in particolare le 'ndrine si sarebbero occupate del ciclo del calcestruzzo e delle assunzioni, forniture di cantiere e procedure di subappalto e nolo. Le attività investigative hanno colpito anche funzionari e dirigenti dell'ANAS e della società Condotte d'Acqua[4].
- Il 1º marzo 2018, in Slovacchia la polizia slovacca arresta tre presunti affiliati in relazione all'indagine per la morte di Ján Kuciak: Antonino, Sebastiano e Bruno Vadalà[5], Pietro Catroppa e Diego e Antonio Rodà[1][6][7].

## Esponenti di spicco
- Domenico Vadalà, detto Micu u Lupu.
- Antonio Vadalà
- Bruno Vadalà
- Davide Vadalà, detto "Il Babà"